# Chrysonotomyia obesula
Chrysonotomyia obesula är en stekelart som beskrevs av Boucek 1986. Chrysonotomyia obesula ingår i släktet Chrysonotomyia och familjen finglanssteklar. Inga underarter finns listade i Catalogue of Life.